# Muminki na Riwierze
Muminki na Riwierze (fiń. Muumit Rivieralla, ang. Moomins on the Riviera) – fińsko-francuski film animowany oparty na komiksie autorstwa Tove Jansson o tym samym tytule. Polska premiera miała miejsce 11 października 2015 roku na kanale Canal+ Family.

## Fabuła
Muminki postanawiają wybrać się na wczasy na Riwierę Francuską. Tatuś Muminka zaprzyjaźnia się z francuskim arystokratą, Migotka wpada w oko pewnemu dżentelmenowi, przez co Muminek wpada w zazdrość. Tylko Mamusia postanawia poczekać, aż wszystko będzie tak jak dawniej.

## Obsada
- Kris Gummerus – Muminek
- Maria Sid – Mamusia Muminka
- Mats Långbacka – Tatuś Muminka
- Alma Pöysti – Panna Migotka
- Ragni Grönblom – Mała Mi
- C. G. Wenzel – Włóczykij
- Beata Harju – Mimbla

## Wersja polska
Wersja polska: na zlecenie platformy nc+ - Studio Publishing

Dialogi: Katarzyna Michalska

Reżyseria: Dorota Kawęcka

Dźwięk i montaż: Jacek Kasperek

Kierownictwo produkcji: Aneta Staniszewska-Kozioł

Wystąpili:
- Jakub Mróz – Muminek
- Jolanta Wołłejko – Mamusia Muminka
- Marta Dobecka – Panna Migotka
- Marek Barbasiewicz – Tatuś Muminka
- Monika Pikuła – Mała Mi
- Modest Ruciński – Włóczykij
- Tomasz Błasiak
- Julia Kołakowska-Bytner
- Janusz Wituch
- Anna Gajewska
- Cezary Kwieciński

Lektor: Maciej Gudowski